# Tulip Computers (equip ciclista belga)
L'equip Tulip Computers va ser un equip ciclista belga que competí professionalment entre el 1990 i el 1992. No s'ha de confondre amb l'equip espanyol també anomenat Tulip Computers.
L'equip es va crear sobre la base de l'antic equip AD Renting.

## Principals resultats
- Volta a Suïssa: Luc Roosen (1991)
- Circuit de Getxo: Adri van der Poel (1991)

### A les grans voltes
- Volta a Espanya
  - 1 participació (1991)
  - 1 victòria d'etapa:
    - 1 al 1991: Michel Zanoli

- Tour de França
  - 1 participació (1992)
  - 0 victòria d'etapa:

- Giro d'Itàlia
  - 1 participació (1992)
  - 0 victòria d'etapa: